# Krzywa Phillipsa

Krzywa Phillipsa

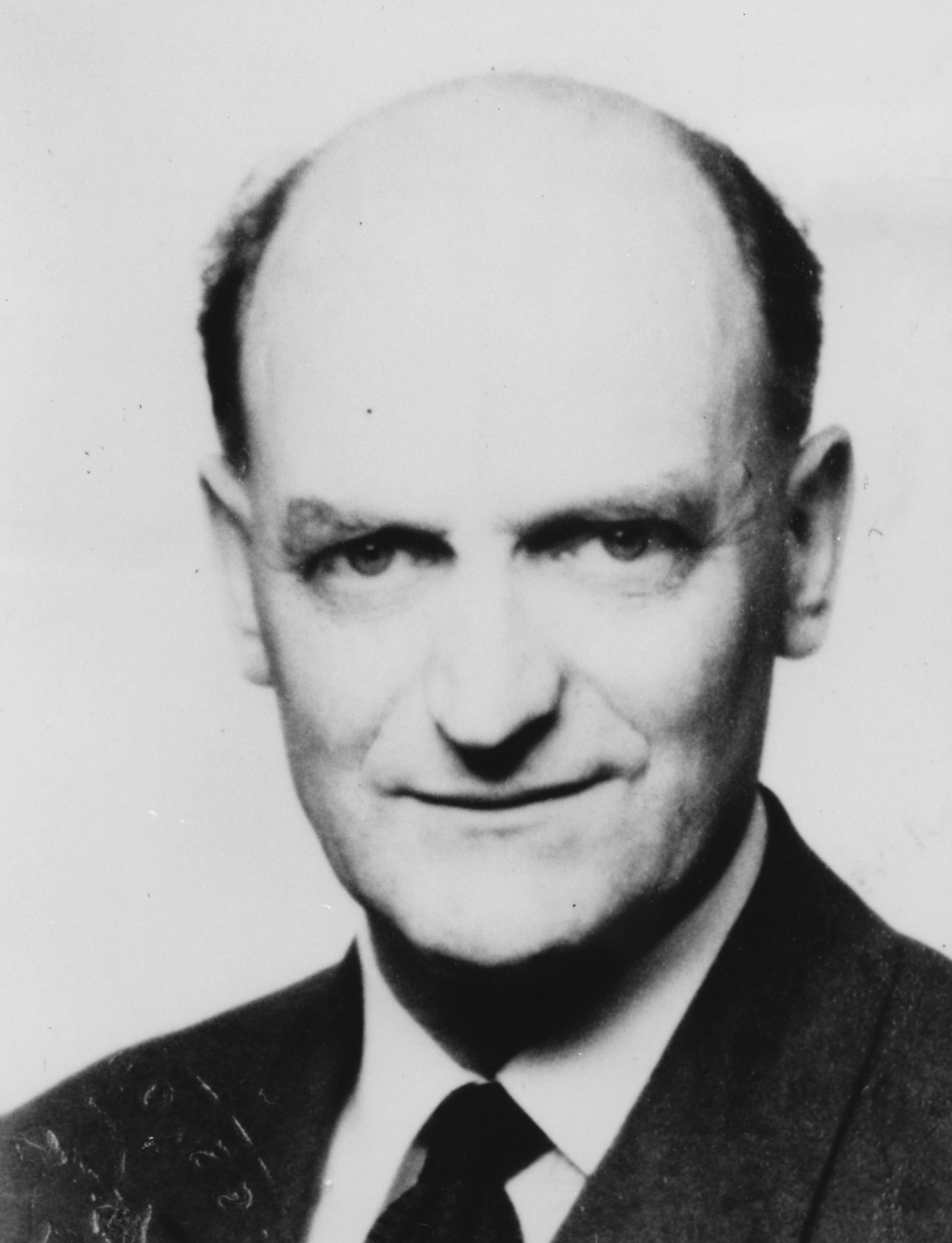
Alban W. Phillips (1914–1975)

Krzywa Phillipsa – krzywa ilustrująca statystyczną zależność pomiędzy stopą bezrobocia a inflacją płac (tempem wzrostu wynagrodzeń).

## Opis
Krzywa ta została po raz pierwszy opisana w artykule nowozelandzkiego ekonomisty (wykładającego w Wielkiej Brytanii) Albana W. Phillipsa w 1958 roku. Przedstawiała ona ujemną korelację między stopą bezrobocia i tempem wzrostu płac w Wielkiej Brytanii w latach 1861–1957.
Istnienie zaobserwowanej przez Philipsa na przestrzeni blisko 100 lat zależności sugerowało, że możliwe jest osiągnięcie niższego poziomu bezrobocia kosztem wyższej inflacji. Wielu ekonomistów wierzyło, że relacja ta ma charakter uniwersalny i jest rodzajem prawa ekonomicznego. Poglądy te miały wpływ na politykę gospodarczą rządów wielu państw, które decydowały się na celowe utrzymywanie wyższej inflacji, dążąc do obniżenia bezrobocia. Począwszy od końca lat 60. XX wieku zależność ta przestała się jednak sprawdzać (następował jednoczesny wzrost inflacji i bezrobocia) i przez to sposób walki z bezrobociem poprzez zwiększanie inflacji spotykał się z coraz większą krytyką ekonomistów.
Pod koniec lat 60. Milton Friedman i Edmund S. Phelps zaczęli kwestionować pogląd o istniejącej ujemnej zależności między bezrobociem i inflacją. Wbrew obowiązującemu konsensusowi dowodzili, że wymienność ta w dłuższym okresie nie ma ekonomicznego uzasadnienia, ponieważ uczestnicy rynku skorygują swoje zachowania w następstwie wzrostu inflacji, uwzględniając zmianę tempa wzrostu cen i w konsekwencji spadek bezrobocia będzie jedynie przejściowy (pionowa długookresowa krzywa Philipsa, zależność opisana przez Philipsa może wystąpić jedynie w krótkim okresie).
W latach 70. krytyka krzywej Phillipsa stała się powszechna w związku z pojawieniem się, głównie w Anglii i w Stanach Zjednoczonych, zjawiska stagflacji. Polegało ono na utrzymywaniu się zarówno wysokiej inflacji, jak i wysokiego bezrobocia, co było zaprzeczeniem wniosków płynących z analizy krzywej Phillipsa.

## Współczesne próby wyjaśnienia związku inflacji i bezrobocia
- NAIRU (non-accelerating-inflation rate of unemployment) – koncepcja bazująca m.in. na pracach Friedmana[5] odnosząca się do zależności między bezrobociem a inflacją.
- Teoria racjonalnego wyboru – oparta na teorii gier.

## Nagrody Nobla
Wiele spośród analiz krzywej Phillipsa znalazło swe uznanie w Nagrodzie Nobla. Nagrodzeni m.in. za pracę nad zjawiskiem inflacji i bezrobocia:
- Friedrich Hayek i Gunnar Myrdalw 1974,
- Milton Friedman w 1976,
- Robert Lucas w 1995 – za rozwinięcie tez Milton Friedmana i Edmund Phelpsa znaną dziś jako Krytyka Lucasa,
- Edward Prescott w 2004,
- Edmund Phelps w 2006,
- Christopher Sims i Thomas Sargent w 2011.